# Slaget vid Salamanca
Slaget vid Salamanca utkämpades utanför byn Arapiles i provinsen Salamanca i Spanien sommaren 1812, medan huvuddelen av Napoleon I:s armé var upptagen i Ryssland. Arthur Wellesley, hertigen av Wellington, lyckades här besegra Auguste de Marmont och hans franska styrka, den s.k. franska Spanienarmén, vilket gjorde att engelsk-spanska hären kunde marschera in i Madrid den 6 augusti och påbörja belägringen av Burgos i september. Efter slaget sades det att "Wellington besegrade 40 000 man på 40 minuter". Den franska armén utgjordes av åtta infanteri- och två kavalleridivisioner och var aningen mindre än den engelsk-spanska.